# ロード オブ アポカリプス
『ロード オブ アポカリプス』（LORD of APOCALYPSE）は、2011年12月17日にスクウェア・エニックスより発売されたPlayStation Portable及びPlayStation Vita用アクションロールプレイングゲームである。
なお、前作であるロード オブ アルカナのデータを引き継いでプレイする事が可能。

## ロード オブ アルカナからの変更点
武器種類の追加
新しい武器が追加。また、武器の名称や内容が変更された(変更前→変更後)。
＜変更された武器＞
片手剣(片手武器・盾装備可) → ライトソード(片手武器・盾装備可)
片手棍(片手武器) → 戦棍(両手武器)
両手剣(片手武器・盾装備可) → ヘヴィソード(片手武器・盾装備可)
両手斧(両手武器) → バトルアックス(両手武器)
銃槍(両手武器) → スピアライフル(両手武器)
＜新しく追加された武器＞
ツインブレード(両手武器)
トマホーク(両手武器)
マジックカードの変更
マジックカードは新しい装備【エレメンツ】に変更。
エレメンツを装備した状態で戦うと経験値が貯まり、一定値以上貯めると次のクラスが解放され、使えるエレメンツの種類も増える。
初期のエレメンツは炎魔法しか使えないが、クラスが解放されるにつれて新たな魔法が使えるようになる。
仲間NPC(マーセナリー)の追加と復活制度の変更
ストーリーを進めると、NPCキャラクターが仲間になる。この仲間は最大3名まで設定でき、ストーリーが進むにつれて、仲間にできるNPCが増えていく。この仲間をクエストに連れて行くと、主人公の支援をしてくれたり、アルティメットスペルの発動時に協力したりと(前作では通信プレイ時のみ可)、いろいろな恩恵を得る事が出来る。また、主人公のHPゲージが0になって死亡すると、プレイヤーはその場で倒れ、プレイヤーの上に60のカウントダウンが表示（0になると死亡・クエスト失敗）される。この時【身代わり護符(アイテム)】を使うか、味方NPCを呼んで回復して貰うかのどちらかを選ぶことができる。仲間3名は放って置いても一定時間で復活する。
アイテム取得に関する変更
前作『ロード オブ アルカナ』では、バトルフィールド内でアイテムを取得する際には、そのアイテムに近寄って特定のボタンを押さねばならなかった。しかし今作では、特定のボタンを押すことなく、接近してキャラクターで一瞬触れるだけで取得できるようになった。また、通常フィールドには所々光っている地点(パーティクルポイント)があり、近寄って特定のボタンを長押しするだけで、アイテムを全て取得できるようになった。
状態異常の変更
新たに状態異常が1つ追加。氷魔法使用時に一定回数、氷魔法を使う事で相手を凍結状態にすることができる。凍結状態になった敵は、一定時間行動不能に陥る。
オーブの追加
装備品にはスロットがあるものがある。このスロットに特殊な効果を持つ補助装備【オーブ】を設置できるようになった。オーブの効果は、攻撃や防御・回復・敵攻撃減衰・状態異常耐性強化などがある。また、それとは別に装備品には固有のオーブを持つ物が存在する。オーブの変更は、預かり所で装備変更を選んでRボタンを押すと、オーブ付け替え画面に切り替わる。ただし、装備品固有のオーブは取り外すことができない。

## 登場人物
主人公
正体は、紅蓮の王と同じくアルカナに選ばれた「ロード」のひとりである。
記憶を失った理由は、混沌からアルカナを守るために自身ごとアルカナを砕き、世界にばら撒いた為である。その後、永い時間を要して再誕したのが今の主人公である（復活ではなく転生であるため、元々過去の記憶を持っていない）。
ただし、記憶のバックアップを配下であるマスターガーディアンに託していた。
ドルフシュタイン
声 - 檜山修之
スレイヤーの完全な個人主義などの旧体制を今のマーセナリー体制へと変えた人物であり、傭兵王の所以はここである。
使用武器は、ライトソード（盾は装備していない模様）。
ラウラローネ
声 - 伊藤静
王家が繁栄していた頃にマスタガーディアンと交流があり、それで主人公の存在を知った。
使用武器は、バトルアックス。
赤ヴェッテルによると、下着が見えすぎるために修正指示がされたとのこと。
アルベルト
声 - 神谷浩史
使用武器は、スピアライフル。
エルヴァンシア
声 - 斎藤千和
使用武器は、ツインブレード。
青ヴェッテル曰く、ベジタリアンかつ、マヨラーであるとのこと。
ユーノ
声 - 茅野愛衣
実は超が付くほどの虚弱体質であり、日に2〜3回は吐血して死んでいるがすぐに復活するため誰も気が付かない。
使用武器は、ヘヴィソード。
ルース
声 - 杉田智和
毎日の湯浴みは欠かさず、サラッとヘアーを心掛けている。

## 武器
武器を装備して戦うと、経験値が貯まる(これはエレメンツも同様)。
経験値が一定値以上貯まると、クラスが上がり、新たなバトルアーツが使用可能になる。
経験値は装備している武器に一番多く分配されるが、装備していない武器も少量の経験値を得る事が出来る。
武器は計7種ある。
ガード可能武器は武器単体、或いは盾により敵の攻撃を防御できる。
カウンター可能武器は、ガード後に一定の操作を行う事によって、敵へカウンターを仕掛ける事が出来る。
はじき可能武器は、ガードをタイミングよく成功させることによって、敵の攻撃をはじくことが出来る。
なお、はじいた際には敵が大きく仰け反るので、追撃のチャンスが増える。
ツインブレード
一対の剣を連結・分離させながら戦うという、新しいバトルスタイルを確立した近接武器。
連結時は優れたリーチと攻撃力を誇り、分離時は高速の乱舞攻撃を得意とする。
状況に応じて、その形状を切り替えつつ戦うため、判断力が要求される。
ガード可能・カウンター攻撃可能・はじき可能
ライトソード
攻撃・移動・防御のバランスが取れた近接武器。一撃の威力はそれほど高くないが、華麗な連続攻撃を行える。
エレメンツによる攻撃も得意としている。
盾を装備できるため、守りも優秀である。
ガード可能・カウンター攻撃可能・はじき可能
戦棍
手にした棍と鍛えた肉体による打撃で敵を圧倒する近接武器。
力をためる事で、その威力をより高める事が出来る。ただし盾が装備できないため、防御面に不安が残る。
ガード不可・カウンター攻撃不可・はじき可能
ヘヴィソード
長身の剣から生み出される破壊力とリーチで敵を薙ぎ払う近接武器。
盾を装備可能なため、防御面も優れている。
武器重量の点から、動きが遅い事が唯一の弱点。
ガード可能・カウンター攻撃可能・はじき可能
バトルアックス
超重量の斧を振り回すため動きは遅いが、威力は近接武器中最高。
敵に衝撃を与えるため、気絶させやすい特徴がある。また、武器を扱うために肉体を鍛えるため、体力が増加する。
ガード可能・カウンター攻撃可能・はじき可能
スピアライフル
銃撃による遠距離攻撃を得意とする武器。カートリッジをチャージする事で発射する弾の威力を上げる事が出来る（最大3回までチャージ可能）。
エレメンツによる攻撃にも優れており、サポート役としての一面もある。なお、装備時は体力が減少する。
ガード不可・カウンター攻撃不可・はじき不可
トマホーク
左右の手に持った斧で斬りつけたり、投げつけたりして戦う武器。分類上は近・中距離武器。
盾を持たないため防御が疎かになるが、素早い動きでヒット＆アウェイ攻撃を得意とする。
エレメンツの代わりに、斧を投げつけて離れた相手を攻撃する。
ガード不可・カウンター攻撃不可・はじき可能

## エレメンツ
前作『ロード オブ アルカナ』ではマジックカードと呼称されていたが、本作ではエレメンツという装備に変わった。エレメンツにはクラスが存在し、ストーリーやクエストを進めることで経験値がたまり、一定値以上になると次のクラスとともに新たな魔法が出現する。初期段階では炎魔法しか使えないが、クラスが上がるごとによって新たな魔法が解禁される。また、エレメンツ使用時に押すボタンを押し続けることによって【チャージ】を行うことができる。チャージするとエレメンツが巨大化したり、状態異常が発生しやすくなる。
＜使える魔法＞
炎・風・雷・氷・光・闇・土の7種類。
＜効能 (○魔法：名称：説明)＞
炎：フレイムフェザー：まっすぐ飛ぶ炎の球を撃ち出す。チャージによってエレメンツが巨大化する。当たった相手は状態異常【延焼】が発生し持続ダメージを受ける。
風：ウインドヴェール：小型の台風のようなものを周囲に発生させて身に纏う。これにより近接戦闘時、相手に追加ダメージを与える。
雷：サンダーネイル：空中から雷が降り注ぐ。当たると感電し【マヒ】状態となる。マヒ状態になった者は、一定時間動きを阻害される。
氷：フリーズピラー：氷の柱を相手に向けて発射する。この氷には蓄積効果があり、一定値以上蓄積すると【凍結】する。凍結した相手は、氷が時間経過により砕かれるまで動けない。
光：フォトンヘイム：これを装備して攻撃を行うと、相手が【気絶】しやすくなる。気絶した相手はほとんどの場合行動することができないが、一部の敵は気絶すると暴れまわるので注意。
闇：ダークホロウ：地面を滑る魔法陣を撃ち出す。この魔法陣に乗った敵は【スロー】状態となり、攻撃やスキル攻撃などのモーションが一定時間遅くなる。
土：ロックバニッシュ：小規模な地割れを発射する。これには追尾性能があり、ロックオンした相手へ向かっていく。当たった場合【防御力低下】の状態異常が発生する。

## 主題歌
メインテーマ「シノオト」
作詞：菊池はな / 作曲：岡部啓一（MONACA）/ シンガー：soria

## サウンドトラック
ロード オブ アポカリプス オリジナル・サウンドトラック
2012年2月17日発売。ダウロード専用販売。
収録曲
1. 七界からの使者
作曲 - 帆足圭吾（MONACA）
2. 集いし者たち
作曲 - 帆足圭吾（MONACA）
3. World Conquest
作曲 - 帆足圭吾（MONACA）
4. 仲間と共に
作曲 - 岡部啓一 / 帆足圭吾（MONACA）
5. 闇憑き
作曲 - 帆足圭吾（MONACA）
6. シノオト
作詞：菊池はな / 作曲：岡部啓一（MONACA）/ シンガー：soria
7. シノオト -Instrumental-
8. シノオト Nearby Version
9. シノオト Nearby Version -Instrumental-
10. シノオト Introduction -Piano Instrumental-